# Parque de esculturas del Instituto Pratt
El parque de esculturas del Instituto Pratt es una exposición permanente de esculturas al aire libre situada en el campus de Brooklyn del Instituto Pratt (Pratt Institute). Es uno de los más grandes de Nueva York, con una superficie de más de 10 hectáreas. La colección cuenta con unas 60 obras, aunque el número puede variar ya que muchas de ellas han sido cedidas temporalmente por artistas, profesores o antiguos alumnos. Las esculturas están situadas en los jardines de la universidad, en Clinton Hill, a los que se puede acceder de forma gratuita de 7am a 12am.

## Artistas y obras
Noel Copeland
A Noel Copeland se le encargaron dos esculturas para el parque. La primera, Seven Hearts, fue creada en 2007. La segunda, llamada Brooklyn Blooms, llegó dos años después, en 2009. Ambas son de cemento coloreado y según el artista son “una celebración de la vida de Brooklyn”.

Leon Smith
Leon Smith tiene tres esculturas expuestas en el parque. En 2003 construyó Guardian, una escultura hecha de acero pintado de azul que combina una esfera y un rectángulo. En 2004, realizó Triangle, que consta de tres varillas delgadas de fibra de vidrio asentadas sobre dos grandes esferas de acero que forman un triángulo. Según Smith, "ofrece un delicado contraste con su sólida base". Finalmente, en 2006, creó Red Cabinet con revestimiento de cedro, un material común en Inglaterra.

Grace Knowlton
A lo largo de los años 90, esta artista creó una escultura para el parque llamada Six Copper Spheres, que constaba de seis esferas de cobre de diferentes tamaños. Knowlton lleva años dedicándose a la creación de figuras esféricas. Sus materiales base varían: arcilla, cemento, metal, collage, objetos encontrados, “cada esfera cuenta con su propia naturaleza individualizada, pero actuando al unísono”.

Masaru Bando
En 1995, se le encargó al artista japonés una obra para el parque. Bando creó Imagine 95, una escultura de 83cm x 132cm x 71 cm de bronce macizo.

Wendy Klemperer
En 2001, la artista creó una de las obras más destacadas del parque: Lions at the Gate. Una escultura que representa a dos leones en movimiento creada a partir de desechos industriales recuperados y soldados. Según la artista, se trata de una representación de los leones herádicos.

Siah Armajani
En 1999, el artista Siah Armajani cedió al Instituto Pratt una escultura llamada Picnic Table. Se trata de una mesa de pícnic metálica que se camufla con el mobiliario del parque.

Mark di Suvero
El escultor cedió en 2009 como préstamo una de sus obras: Paintbrush, perteneciente a una colección de esculturas inspiradas en el artista francés Henry Matisse. Se trata de una figura de acero pintada de amarillo.

Martha Walker
Walker es una escultora estadounidense y exalumna del Pratt. Crea esculturas fundiendo varillas de acero y construyendo capas, un proceso llamado "pudelación". En 2009 construyó una de sus esculturas para el parque, The End Justifies the Means, Justifies the End...

Sung Ha No
En 2007, Sung Ha No, uno de los docentes de la universidad, creó para el parque una escultura a la que no puso nombre. Se trata de un conjunto de siluetas metálicas de distintos colores y tamaños.

Boaz Vaadia
El artista cuenta con tres obras cedidas al parque: Sara, Rebecca y Meir; todas desde 2002. Se trata de esculturas antropomórficas hechas de Bluestone, una piedra de color azulado.

Santiago Calatrava
El célebre artista español, más conocido por sus trabajos arquitectónicos, cedió al Pratt en 2011 una escultura llamada S7. Calatrava había dado recientemente una conferencia en la universidad, y decidió exponer su obra “como inspiración para las futuras generaciones de artistas del Pratt”.

Philippe Anthonioz
En 2016, se instaló en los jardines del Pratt una de las obras de Anthonioz: La Méditerranée, una escultura de bronce de casi dos metros y medio de altura.

David Henderson
Desde 2005, puede verse en el parque su obra Slylark. Se trata de una escultura metálica de gran tamaño.

Ilan Averbuch
Su escultura The Book of Stone and Steel lleva expuesta en el Pratt desde 2005. Como su nombre indica, se trata de una obra que imita la figura de un libro de piedra que es travesado por tres barrotes de acero. Este tipo de obras con inspiraciones literarias son características del escultor. Además, Averbuch cuenta con otra escultura en el parque: Leaf, que fue instalada en 1993.

Richard Heinrich
Epistrophy, Straight No Chaser, Round Midnight es una escultura del artista Richard Heinrich que fue instalada en el Pratt en 2004. La obra consta de tres figuras alargadas, similares entre ellas, hechas de acero soldado. 

Jack Youngerman
Jack Youngerman cuenta con tres obras en el parque del Pratt: Blad, Swirl y Hokusai’s Wave. Primero creó Blade, en 1971, usando acero inoxidable. En 1979, Swirl, una escultura de acero que sería posteriormente pintada de azul. Finalmente, en 1981, construyó Hokusai’s Wave, una vez más usando acero.

Ann Jon
Una de las obras del artista, Fourth Dimension, lleva expuesta en el Pratt desde 2001. Se trata de una escultura de acero de grandes dimensiones (3m x 7m x 7m).

Takashi Soga
Silent Beam es una escultura creado por el artista en 2003 para el parque. Se trata de una obra de grandes dimensiones hecha de acero cuya forma representa un enorme cuadrado que es atravesado por una barra de acero rectangular.

Sean Slemon
El artista tiene una obra, llamada Block 700, expuesta en los jardines del Pratt desde 2007. Se trata de una escultura de hormigón que se asemeja a los bloques usados en las acercas de Nueva York, con la única diferencia de que sobre este, aparece dibujado un mapa que muestra ciertas calles neoyorquinas. Al igual que Picnic Table, de Siah Armajani, la obra se camufla con el mobiliario de la universidad, y, a simple vista, parece parte de la acera.

Sandy Macleod
En el año 2000, el Instituto Pratt encargó a Macleod una escultura para el parque. La obra, llamada Uplifting, consiste en un conjunto de objetos arquitectónicos e industriales encontrados y restaurados. La escultura está formada en su totalidad por piezas de acero.

Bill & Mary Buchen
Esta pareja de artistas combina en sus obras la escultura y la música. En 1995 construyeron para el Pratt una escultura llamada Wind Reeds. La obra consta de unas campanas de viento suspendidas de barillas curvas de acero inoxidable que crean un ambiente musical.

Alan Siegel
Gran parte de la producción artística de Siegel se basa en la creación de sillas con diseños pintorescos. El artista ha llegado a crear decenas de sillas, cada una con un diseño único. En 1990, el Pratt adquirió una de sus obras, a la que simplemente nombró Chair (silla).

George Sugarman
El parque cuenta con una de las obras del artista: Bench, aunque no se sabe en qué fecha se adquirió la escultura. Se trata de una pieza de acero con formas redondeadas que se asemeja a un banco. Resulta especialmente llamativa por sus colores brillantes, una característica común en todas las obras de Sugarman.

Nao Matsumoto
Entre 2008 y 2009, Motsumoto, una exalumna del Pratt, creó para el parque una escultura con un toque humorístico. Se trata de un yunque de uretano y aluminio posado sobre una viga metálica suspendida sobre una puerta de entrada al edificio. El nombre de la obra es Waiting for Coyote, que hace referencia a la clásica serie de animación del Coyote y el Correcaminos.

Tony Rosentha
El parque cuenta con una obra del escultor, aunque es una escultura que no ha sido nombra y se desconoce la fecha de su adquisición. Se trata de un conjunto de tubos metálicos rectangulares suspendidos en horizontal a poca distancia del suelo. La escultura está pintada de negro pero tiene detalles blancos, amarillos y rojos.

Nova Mihai Popa
En 2006, la universidad adquirió una obra del artista llamada Ecstasy. Se trata de una escultura de que consta de un cilindro y seis esferas de acero colocadas en dos columnas verticales, una a cada lado del cilindro.

James Tyler
En 2012, el Pratt adquirió una escultura del artista llamada Brickhead: Yemanga. Se trata de una cabeza femenina de escala aumentada hecha a partir de una serie de ladrillos cocidos fabricados por el propio Tyler.

Michael Malpass
Malpass es un antiguo estudiante y profesor del Pratt que creó numerosas esculturas para el parque. En 1979, creó su primera escultura para el jardín de la universidad, a la que no dio nombre. Más tarde ese mismo año, se expuso en el parque otra escultura suya, llamada Tool Ball. En el 86 cedió una vez más una de sus obras, Trilogy (square). Dos años más tarde, en 1988, Malpass expuso en el Pratt otra de sus esculturas, Zinnia.

Shin Sang-Ho
En 2006, el Pratt adquirió una escultura de Sang-Ho. Se trata de tres piezas iguales que juntas forman la escultura. La obra pertenece a una colección realizada entre 2005 y 2006, inspirada en motivos africanos. La colección al completo recibe el nombre de Dream of Africa, y al no tener un nombre concreto, la universidad denominó así la escultura. La obra se compone de tres piezas de piedra de forma cilíndrica en cuyas cimas aparecen representados los cráneos de tres carneros.

Donald Lipski
En 1996, el Pratt adquirió una obra de Lipski llamada F.R.S.B. Se trata de una escultura circular que culga de una de las paredes del edificio. Lo curioso de su obra es que está construida con palas, un objeto cotidiano. La escultura consta de un centenar de palas unidas por barillas metálicas que forman un enorme círculo.

Cathey Billian
En 2014 se intaló en el jardín de esculturas una obra de Billian, Whispering Bench. Se trata de un de los clásicos bancos presentes en todos los parques de Nueva York al que se le han hecho modificaciones para combertirlo en una obra de arte. Por una parte, se ha hecho una extensión del dosel superior compuesta de madera y metal reciclados. Además, el banco cuenta con componentes acústicos: un sistema de reproducción de sonidos que funciona con energía solar. La escultura reproduce sonidos de la naturaleza como el viento o el canto de los pájaros, por este motivo recibe el nombre de Whispering Bench (Banco de los Susurros). La obra es totalmente ecológica ya que además de funcionar con energía solar está hecha de materiales reciclados.

Phyllis Baker Hammond
En 2011, la artista estadounidense creó una escultura para el Pratt, ala que llamó Maze 1. Su obra ha sido creada a partir de paneles de aluminio cortados con láser y aparece expuesta colgando de una de las paredes exteriores del edificio.

Allan Wexler
En 2012, el parque adquirió la obra Pratt Desk, una escultura que se le encargó a Wexler. L obra consiste en una compleja red de andamios elevados que hacer flotar un simple tablón de madera rojo. Bajo esa estructura hay una silla roja y sentado en la silla, el ocupante tiene el tablón frente a él, a modo de mesa, y el ramificado de aluminio se sitúa sobre su cabeza.

Harry E. Leigh
Una de las obras de Leigh fue adquirida por el Pratt en 2003, Saratoga Winter. Se trata una escultura formada de una plaza de acero inoxidable con relieve. La obra está expuesta colgando de una de las paredes exteriores del Pratt.

Jim Osman
El Pratt cuenta con dos de las esculturas de Osman: Compass II y Butte, ambas adquiridas en 2014. Se trata de dos obras similares, creadas a partir de madera reciclada y pintadas de colores pastel.

Avital Oz
En 2011, el Pratt encargó a Avital Oz la creación de una escultura. El artista creó su obra Sun, que se compone de una serie de ladrillos en tonos rojizos neutros que forman una espiral en el suelo del jardín. Sin embargo, los ladrillos no están colocados de forma horizontal como si se tratara de adoquines, sino que se montan unas sobre otras, como piezas si se hubieran ido derribando entre ellas.

Grayson Cox
En 2013 se expuso en el Pratt Half Story Mountain, una obra de Grayson Cox. La escultura está compuesta por fibra de vidrio creada digitalmente, e imita la forma de una montaña con bordes geométricos. Según el artista “pretende representar una interfaz entre el hombre y la naturaleza”.

Dana L. Stewart
En el año 2000, la universidad adquirió una escultura de la artista Dana L. Stewart, Sitting on His Laurels. La obra, hecha de bronce, es de menor tamaño que la mayoría de las esculturas del parque y puede pasar desapercibida. Se trata una representación de una rata que se sienta sobre sus testículos, que son de tamaño desmesurado. To sit on your laurels es una expresión inglesa que se usa con aquellas personas conformistas que prefieren disfrutar tranquilamente de sus éxitos pasados en lugar de seguir esforzándose por conseguir nuevas metas.

Mary Judge
En 2008, Judge expuso una de sus obras en el Pratt, Segmented Flower Form Part 1. Se tratade una escultura compuesta por figuras de piedra idénticas que simulan pétalos. La piezas está dispuestas en círculo para imitar una flor.

Karl Saliter
El Pratt cuenta con una escultrua de Saliter desde 2004, llamada Particle / Wave, Time/Space Continuum. La obra tiene una base de piedra de la cual emergen numerosas barras de acero de distintas alturas que sujetan piedras redondeadas de diversos tamaños.

Beverly Pepper
En 2012, Beverly Pepper, exalumna del Pratt, creó su escultura Double Sbalzo para el parque. Se trata de una réplica de otra de sus esculturas, Sbalzo, pero con las dimensiones duplicadas. La obra es de acero corten y su forma se asemeja al número 2.

Ruth McKerrell
En 2012, la Universidad adquirió una obra de Mckerrell, Ancient, Goatie Boy and Goat as Wolf. En realidad, se trata de tres esculturas diferentes, pero en el Pratt se han expuesto de forma conjunta. Se trata de tres cabras de cemento muy similares entre ellas.

Alyssa Lingerfelt
En 2007, Lingerfelt expuso una de sus obras en el Pratt: Growth Archetype. Se trata de una escultura de acero que consiste en una figura similar a una maza de cadena medieval situada en el suelo, que sostiene en el aire mediante un tubo rectangular otra figura geométrica de dimensiones mayores.

Raphael Zollinger
En 2006 se instaló en el parque una escultura de Zollinguer llamada Welcome II. Se trata de cinco figuras antropomórficas arrodillas y maniatadas. Según el artista se trata de “un comentario de protesta". Las figuras, con las manos atadas, son imágenes arquetípicas, "símbolos del abuso que los humanos se infligen unos a otros". La instalación original incluía un elemento adicional: un letrero de neón que proclamaba "Welcome"(Bienvenido).

Gunnar Theel
Right Angles es una escultura de Theel que está actualmente expuesta en el Pratt. No se sabe a ciencia cierta la fecha fue llevada al parque, pero originalmente estaba expuesta en el Texas Sculture Garden. Se trata de una obra de acero de casi dos metros de altura.

Hans Van de Bovenkamp
En 1974, el Pratt adquirió una escultura del artista alemán: Undulation. Se trata de una obra formada por dos bases cuadradas de acero, que sostienen una figura abstracta de acero inxidable.

Salvatore M. Romano
Desde 2004, una de las esculturas de Romano está expuesta en el Pratt. Se trata de Aerated Rectangles, una escultura rectangular de latón y cobre soldados.

Neil Noland
La universidad cuenta con dos obras de Neil Noland, pero no se sabe con exactitud en qué fuecha fueron instaladas en el parque. Las esculturas se llaman Spinoff y Promise. Ambas están formadas por láminas de acero moldeadas y cortadas con laser.

Philip Grausman
Desde 1988, Leucantha, de Philip Grausman, forma parte del parque. La escultura de aluminio representa la cabeza de una mujer y forma parte de una colección de obras creada por el artista durante más de 30 años que imita rostros y cabezas femeninas con diferentes materiales y técnicas.

Kenneth Snelson
La escultura de Snelon, Black E.C. Tower, se instaló en el Pratt en 2006. La obra pertenece a una colección de estructuras llamadas “tensegrity”. Las estructuras de la colección se componen de una red de cables tensores que encierran un conjunto de puntales de compresión internos. Muchas de las esculturas de Snelson se pueden ver en lugares públicos y museos de todo el mundo.